# Lepidopilum brevifolium
Lepidopilum brevifolium är en bladmossart som beskrevs av Mitten 1869. Lepidopilum brevifolium ingår i släktet Lepidopilum och familjen Daltoniaceae. Inga underarter finns listade i Catalogue of Life.